# Olympus Corporation

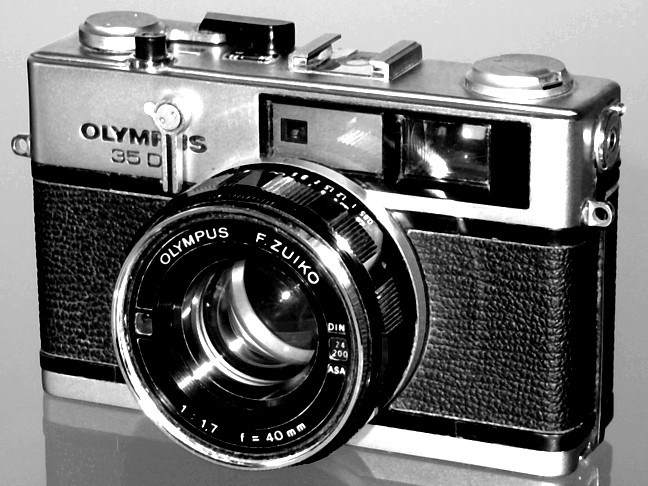
Olympus 35DC1

Olympus Corporation (Japans: オリンパス株式会社; transliteratie: Orinpasu Kabushiki-Gaisha) is een Japans bedrijf dat zich heeft gespecialiseerd in optica en fototechniek. Olympus werd in 1919 opgericht en heeft zijn hoofdkwartier in Tokio.

## Activiteiten
Olympus is een fabrikant van optische en digitale apparatuur voor gezondheidszorg en consumentenelektronica. Meer specifiek maakt het producten als endoscopie- en microscopieproducten, medische en industriële apparatuur, camera's en voice recorders. Met de verkoop van producten voor de gezondheidssector wordt het merendeel van de omzet behaald. Het aandeel van camera's in de totale omzet neemt af en was zo'n 10% in het boekjaar tot maart 2015.
In het begin in 1919 ontwikkelde en produceerde het bedrijf lenzen voor microscopen. In 1934 maakte Olympus de eerste cameralens, de Zuiko lens. De Zuiko werd op een body van Proud vanaf 1936 geleverd als de Semi-Olympus I. In 1938 werd de eerste eigen camerabody gemaakt, die werd verkocht onder de naam Semi-Olympus II.
In 1952 bracht Olympus de eerste gastro-camera op de markt voor onderzoek in het maag-darmstelsel en heeft nog steeds een leidende positie op dit gebied.
In november 2007 deed Olympus een vriendelijk overnamebod op de Britse fabrikant van medische apparatuur Gyrus. Het bod waardeerde Gyrus op zo’n $1,9 miljard. Olympus wil met Gyrus haar positie op de gezondheidsmarkt versterken. Voor Olympus zijn de winstmarges in dit segment veel hoger dan die voor digitale camera’s waar veel concurrenten actief zijn.

## Boekhoudschandaal
In 2011 gaf Olympus toe dat het jarenlang de resultaten verkeerd heeft gerapporteerd. Diverse malen zijn verliezen op investeringen verborgen door die op te voeren als kosten bij overnames. Bij de koop van het Britse bedrijf Gyrus ter waarde van $2,2 miljard werd $0,7 miljard als advieskosten voor de overname opgegeven. Dit waren in feite verliezen die zo werden afgeschreven. Bij andere overnames werden de aandeelhouders op deze wijze ook misleid. De eerste niet-Japanse bestuursvoorzitter van Olympus, de Brit Michael Woodford, kwam de fraude op het spoor en wilde de gang van zaken onderzoeken. Hij werd ontslagen en bracht het schandaal in de publiciteit. De beurswaarde de Olympus daalde met 70% in reactie op het nieuws.
Medio 2013 werd de voormalige Olympus topman Tsuyoshi Kikukawa veroordeeld tot een voorwaardelijke celstraf van drie jaar vanwege de boekhoudfraude. Samen met twee andere bestuurders werden 118 miljard yen (zo’n 900 miljoen euro) aan verliezen op investeringen weggewerkt. De andere twee oud-bestuurders kregen ook voorwaardelijke gevangenisstraffen. In april 2017 veroordeelde een rechtbank in Tokio zes voormalige bestuurders van het bedrijf. Zij moeten een boete betalen van in totaal US$ 529 miljoen voor hun aandeel in het boekhoudschandaal. De ex-topbestuurder Tsuyoshi Kikukawa en vijf anderen zijn veroordeeld en 10 anderen kwamen er zonder straf vanaf.
Na het grootste financiële schandaal van Japan balanceerde Olympus langs de rand van een faillissement.. In 2012 kocht Sony Corporation voor 50 miljard yen aandelen Olympus en kreeg hiermee een belang van 10% in het bedrijf. Medio 2013 kwam een tweede aandelenemissie ter waarde van 115 miljard yen en de opbrengst werd gebruikt voor nieuwe investeringen en de aflossing van schulden. In april 2015 verkocht Sony de helft van zijn 10% belang in Olympus. Sony en Olympus blijven samenwerken.

## Resultaten
De omzet van Olympus is sinds 2010 dalende. Het bestuur heeft een bewuste politiek gevoerd om minder renderende activiteiten af te stoten of daar minder aandacht aan te geven. In de omzet is het aandeel van medische systemen toegenomen en hier zijn de winstmarges hoog. De hoge winst is 2010 was mede het gevolg van een aanzienlijk boekwinst op de verkoop van de diagnostische systemen aan het Amerikaanse bedrijf Beckman Coulter. Deze laatste betaalde hiervoor zo'n 800 miljoen dollar. In fiscaal jaar 2012 was de onderneming bijna failliet mede door het boekhoudschandaal en het verlies dat hiermee gepaard ging. Aandelenemissies hebben de financiële positie weer versterkt en de solvabiliteit is boven de 30% uitgekomen.
| Jaar    | Omzet | Bedrijfsresultaat | Nettoresultaat | Solvabiliteit |
| ------- | ----- | ----------------- | -------------- | ------------- |
| 03/2010 | 883   | 61,2              | 52,5           | 14,1%         |
| 03/2011 | 847   | 38,4              | 3,9            | 11,0%         |
| 03/2012 | 849   | 35,5              | -49,0          | 4,6%          |
| 03/2013 | 744   | 35,1              | 8,0            | 15,5%         |
| 03/2014 | 713   | 73,4              | 13,6           | 32,1%         |
| 03/2015 | 764   | 91,0              | -8,7           | 32,9%         |
| 03/2016 | 805   | 104,5             | 62,6           | 38,2%         |

## Naslagwerk
- (en)  Exposure: Inside the Olympus Scandal - How I Went from CEO to Whistleblower. Auteur: Michael Woodford. Uitgeverij: Penguin, ISBN 978-0670922222